# エリック・アシュビー
エリック・アシュビー（Eric Ashby, Baron Ashby、1904年8月24日 - 1992年10月22日）はイギリスの植物学者・教育者。

## 来歴
エセックスのレイトンストーンにて生誕。ロンドン市学校に通った後、王立科学カレッジを卒業し、理学学士を取得。1926年から1929年までインペリアル・カレッジで実験助手（demonstrator）を務める。1929年、シカゴ大学からハークネス・フェローシップを受ける。1931年から1935年までインペリアル・カレッジ講師、1935年から1938年までブリストル大学講師を歴任した。

1938年、アシュビーはシドニー大学の植物学教授に就任し、1946年まで教鞭をとった。1944年から1945年の間、モスクワの科学カウンセラーを務めた。1947年から1950年まで、マンチェスター大学植物学講座のハリソン主任を務めた。バージェスとエデンによると、「植物学に対するアシュビーの情熱と才能によって、マンチェスター大学は植物学分野においてイギリス国内でも指折りの名門校になった」。

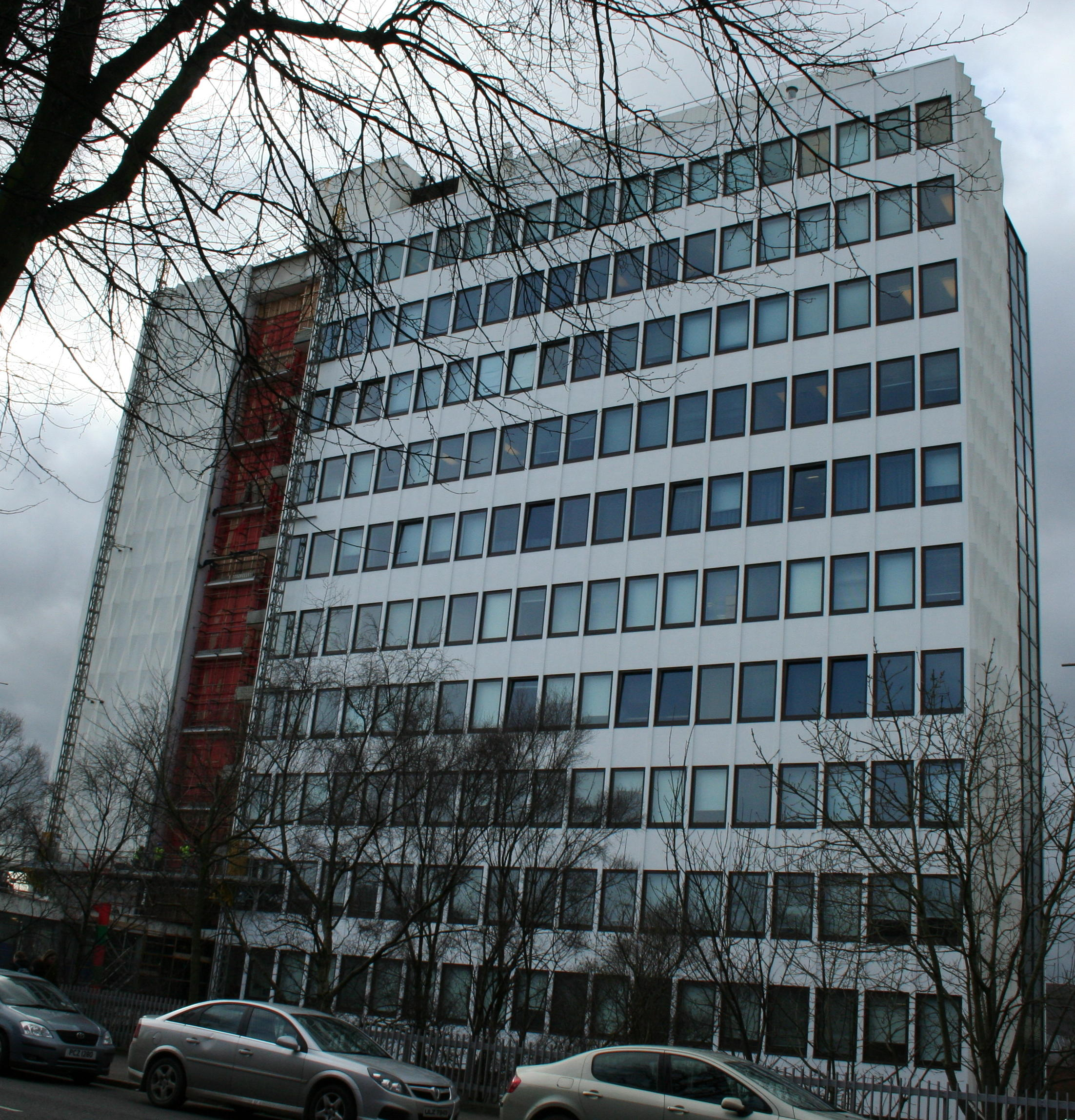
クイーンズ大学ベルファスト校のアシュビー棟

1950年から1959年にかけて、クイーンズ大学ベルファスト校の学長（president）、副総長（vice-chancellor）を務めた。また、ケンブリッジ大学においても、1959年から1975年までクレア・カレッジのマスター（Master）、1967年から1969年まで副総長（vice-chancellor）の役職にあった。1968年から1974年まで、カルフォード・スクールの理事長（Chairman of the Governors）、1970年から1973年まで環境汚染についての王立委員会の委員長を歴任した。1956年にナイトの称号を授与され、1973年7月6日にはサフォーク州ブランドンのアシュビー卿として一代貴族となった。
1935年から1938年まで実験生物学会の秘書、1962年から1963年にかけてイギリス科学振興協会の会長を務めた。1961年、アメリカ芸術科学アカデミーの名誉国外会員に選出された。
1968年、タスマニア王立協会からセンテナリー・メダルを授与され、1973年にはクイーンズ大学ベルファスト校の学長・副総長に就任した。また、イギリス国立果実貿易協会のアドバイザー、王立協会（FRS）のフェローを務めた。1966年、バース大学から名誉学位（理学博士号）を授与された。

## 私生活
アシュビーはエリザベス・ヘレン・マーガレット・ファリースと結婚している。彼女とは細胞組織における炭素測定のための焼却技術についての共同研究する中で出会った。マイケルとピーターという2人の息子をもうけた。

## 著作

### 単著
- Scientist in Russia (Penguin Books, 1947)
- Technology and the Academics: an essay on universities and the scientific revolution (1958) 
  - 日本語版『科学革命と大学』島田雄次郎訳（玉川大学出版部、1995年、解説林健太郎）

旧版（中央公論社、1967年、中公文庫、1977年）
- Community of universities: an informal portrait of the Association of Universities of the British Commonwealth, 1913-1963 (1963)
- African Universities and Western Tradition (1964)
- Academic Profession (British Academy Lectures) (1969)
- Masters and Scholars (1970)
- Any person, any study: an essay on higher education in the United States (1971) 
  - 日本語版『誰でも何でも学べる大学――ケンブリッジ大学人が見たアメリカの高等教育』宮田敏近訳（玉川大学出版部、1999年）
- Adapting universities to a technological society (1974) 
  - 日本語版『科学技術社会と大学――エリック・アシュビー講演集』宮田敏近訳（玉川大学出版部、2000年）
- Reconciling Man with the Environment (1978)

### 共著
- with Mary Anderson, The Politics of Clean Air (1981)
- with Mary Anderson, Universities: British, Indian, African (1966)
- with Mary Anderson, The Rise of the Student Estate (1970)
- with Mary Anderson, Portrait of Haldane (1974)

### 翻訳
- Environment and plant development: being "Klima und Boden in ihrer Wirkung auf das Pflanzenleben" by Dr. Henrik Lundegardh / translated and edited from the second German edition by Eric Ashby (1931)